# Zbraslav (Schiff, 1866)
Der Raddampfer Zbraslav wurde 1866 in der Schiffswerft Karolinenthal in Prag von der Prager Maschinenbau AG vormals Ruston & Co. gebaut. Das Schiff wurde unter dem Namen Vyšehrad  mit der Baunummer 48 auf Kiel gelegt und am 10. Mai 1866 in Dienst gestellt. Im Jahr 1928 erfolgte die Umbenennung in Zbraslav, 1942 in Königsaal und 1945 in Zbraslav.

## Die Zeit bis 1945
Nach dem Beschluss der Prager Dampfschiffahrtsgesellschaft auf der Moldau (Pražská společ nost pro paroplavbu na řece Vltavě) vom 26. November 1865 zum Bau eines zweiten Schiffes wurden 3 Angebote eingeholt. Die Angebote kamen von den Maschinenbaufirmen Ruston & Co für 29.500 Gulden, O. Schlick Werft, Dresden-Neustadt für 17.000 Gulden und Daněk & Co. für 30.000 Gulden. Am 7. Januar 1866 ging der Auftrag zum Bau des Schiffes an Ruston & Co. Als Liefertermin wurde der 15. Mai 1866 festgelegt. 
Da der Platz zum Bau des Schiffes in Karolinenthal nicht ausreichte, wurde die Endmontage des Schiffes aus den in Karolinenthal gefertigten Einzelteilen auf einem angemieteten Gelände in Smíchov durchgeführt. 
Nach nur 4 Monaten Bauzeit konnte die Gesellschaft am 9. Mai 1866 das Schiff übernehmen.
Am 10. Mai 1866 erfolgte die Indienststellung als Glattdeckdampfer und das Schiff wurde auf der Strecke Prag – Štěchovice eingesetzt. 
Nachdem Österreich im Deutschen Krieg gegen Preußen am 3. Juli 1866 die Schlacht bei Königgrätz verloren hatte, besetzten preußische Truppen am 8. Juli 1866 Prag. Daraufhin wurde der Schiffsverkehr eingestellt. Erst nach dem Prager Frieden vom 23. August 1866 zogen die preußischen Truppen ab und der Schiffsverkehr konnte wieder aufgenommen werden.

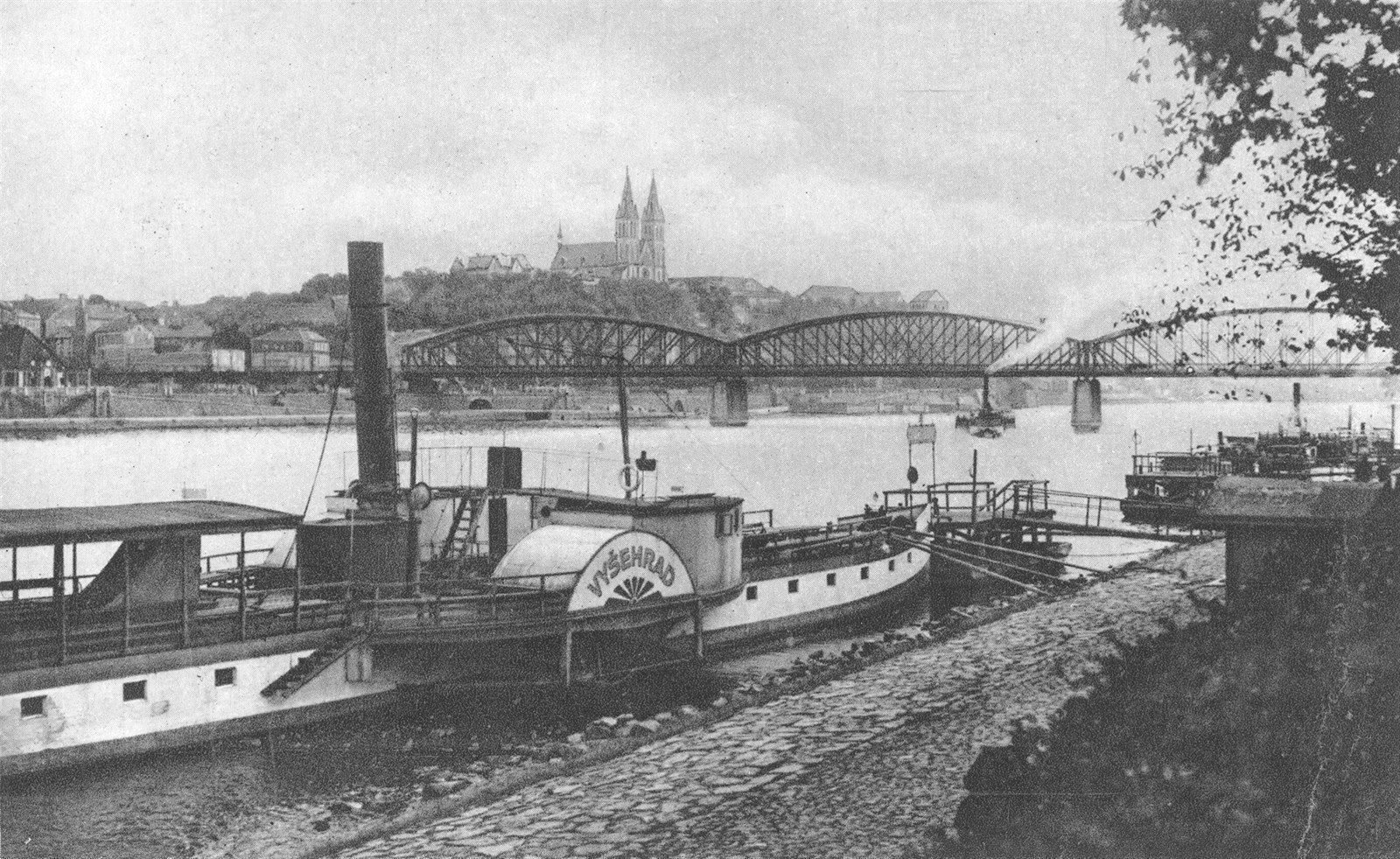
Raddampfer Vyšehrad in Prag-Smíchov

Nach der Saison 1896 wurde das Schiff in der Werft der Prager Maschinenbau-Aktiengesellschaft vorm. Ruston & Co. (Prazská akciová strojírna dríve Ruston a spol/PAS) generalüberholt und erhielt eine elektrische Beleuchtung. Neben einem neuen Dampfkessel erhielt das Schiff auch eine neue Dampfmaschine.
Im Zusammenhang mit der geplanten Schiffbarmachung der unteren Moldau bis zur Elbe wurde am 15. August 1895 der Name der Gesellschaft in Prager Dampfschiffahrtsgesellschaft auf Moldau und Elbe in Böhmen (Pražská paroplavební společnost na Vltavě a Labi v Čechách) geändert. Am 15. Februar 1913 wurde der Name der Gesellschaft, da er sich aufgrund seiner Länge als unpraktisch erwiesen hatte, in Prager Dampfschiffahrtsgesellschaft (Pražská paroplavební společnost/PPS) geändert.
Nach der Umbenennung der Zbraslav in Praha erhielt die Vyšehrad ab 1928 den Namen Zbraslav. Die Gründe für diese Umbenennung sind nicht bekannt.  
Zum 1. Januar 1937 wurde die PPS in die neu gegründete Tschechoslowakische Schiffahrts-Aktiengesellschaft (Československou plavební akciovou společností labskou/ČPSL) eingegliedert. Das Schiff wurde im gleichen Jahr einer Rekonstruktion unterzogen. Es erhielt größere Fenster, die Radkästen wurden ausgebaut, um Platz für Toiletten zu schaffen und eine Dampfsteuermaschine wurde eingebaut. Ausgeführt wurden die Arbeiten durch die Škodawerke AG, die 1910 die Prager Maschinenbau-Aktiengesellschaft vorm. Ruston & Co. übernommen hatte.
Nach der Besetzung der Tschecho-Slowakischen Republik im März 1939 durch deutsche Truppen wurde die ČPSL in Böhmisch-Mährische Elbeschiffahrt AG (BMES) umbenannt. Die Namen der Schiffe wurden vorerst beibehalten. Erst der im Jahr 1942 ins Amt gesetzte stellvertretende Generaldirektor der Gesellschaft, Richard Tauche, setzte eine Umbenennung der Schiffe durch. Die Zbraslav bekam den Namen Königsaal. Königsaal ist die deutsche Übersetzung von Zbraslav, einem Stadtteil von Prag.

## Die Zeit nach 1945
Nach dem Ende des Zweiten Weltkrieges wurde das Schiff 1945 wieder in Zbraslav umbenannt. 
Am 22. Februar 1948 wurde die PPS verstaatlicht und 1950 im Handelsregister gelöscht. Am 1. Januar 1949 wurde die ČPSL in Tschechoslowakische Elbe-Schifffahrt (Československá plavba Labská/ČSPL) und am 1. Juli 1952 in Tschechoslowakische Elbe-Oder-Schifffahrt (Československá plavba labsko-oderská/ČSPLO) umbenannt.
1953 wurde das Schiff aufgrund des hohen Verschleißes von Schiffsrumpf und Dampfkessel ausgemustert und abgewrackt.

## Die Dampfmaschine
Die Dampfmaschine war eine oszillierende Niederdruck-Zweizylinder-Zwillings-Dampfmaschine mit Einspritzkondensation mit einer Leistung von 63 PS mit der Seriennummer 396. Gebaut wurde sie wie auch der Zwei-Flammrohr-Kofferkessel mit 1,4 bar Dampfdruck von der Prager Maschinenbau AG in Prag. 1896/97 erhielt das Schiff von der PAS einen neuen Zwei-Flammrohr-Zylinderkessel und eine neue Dampfmaschine mit der Seriennummer 1616. 1937 wurde die Dampfmaschine von der Škodawerke AG in eine Hochdruck-Zweizylinder-Verbund-Dampfmaschine mit Einspritzkondensation umgebaut. Dazu wurde von derselben Firma ein neuer Zwei-Flammrohr-Zylinderkessel mit einem Dampfdruck von 12 bar eingebaut.